# شهرداری پریلی
شهرداری پریلی (به لاتین: Preiļi Municipality) یک شهرداری در لتونی است. شهرداری پریلی ۱۱٬۹۷۳ نفر جمعیت دارد.